# Lena Möller
Lena Möller, född 17 april 1957, är en svensk före detta friidrottare, kortdistanslöpare. Hon var bosatt i Landskrona, tävlade först för Malmö AI och från 1983 för Spårvägens FK i Stockholm. Hon representerade Sverige vid flera mästerskap och tilldelades 1981 Stora Grabbars och Tjejers Märke.

## Personliga rekord
Möllers personliga rekord är 11,52 sekunder på 100 meter (Stockholm 1983) och 23,37 sekunder på 200 meter (Sittard 1993). På båda dessa distanser blev hon därmed den näst snabbaste svenskan genom tiderna efter Linda Haglund och finns i början av 2011 fortfarande kvar bland de tio bästa. Detsamma gäller för personliga rekordet 7,41 sekunder på 60 meter inomhus. Tillsammans med Kristine Tånnander, Helena Johnsson och Lena Wallin satte hon för MAI den 13 juni 1982 svenskt rekord på 4 × 200 meter med tiden 1.36,11. Det rekordet är alltjämt gällande (juni 2011). 

## Mästerskap
Lena Möller deltog i det svenska laget på 4 × 100 meter vid OS i Moskva 1980. Vid VM i Helsingfors 1983 deltog hon individuellt på både 100 meter och 200 meter, men tog sig inte till semifinal på någon av distanserna. Vid EM i Aten 1982 nådde hon semifinalen på 100 meter och slutade på 16:e plats totalt. Inomhus tog hon sig till final på 60 meter vid IEM i Götebörg 1984 och kom på sjunde plats. Tre år tidigare, vid IEM i Grenoble, blev hon utslagen i försöken och slutade på 13:e plats.